# 別列米亞尼 (科洛梅亞區)
48°35′47″N 25°18′0″E / 48.59639°N 25.30000°E
別列米亞尼（烏克蘭語：Берем'яни），是烏克蘭的村落，位於該國西部伊萬諾-弗蘭科夫斯克州，由科洛梅亞區負責管轄，面積0.15平方公里，2001年人口119，人口密度每平方公里782.9人。